# Air Europa
39°28′59″ пн. ш. 2°51′10″ сх. д. / 39.4830729° пн. ш. 2.8528511° сх. д.
Air Europa Líneas Aéreas, U. S. A., діюча як Air Europa — третя за величиною авіакомпанія Іспанії, після Iberia і Vueling Airlines, що виконує в основному внутрішні рейси між північною і західною Європою і на курорти Канарських і Балеарських островів. Є членом авіаальянс SkyTeam. Входить в групу компаній «Globalia». Штаб-квартира компанії розташована в місті Льюкмайор на острові Мальорка.
Базується в аеропорту Пальма-де-Мальорка, найбільший хаб — мадридський аеропорт Барахас.

## Історія
Air Europa була заснована в 1986 році (зареєстрована в Іспанії і відома як «Air Espana SA») як частина британської компанії ILG-Air Europe Group. Air Europa стала першою приватною іспанської авіакомпанією, яка почала здійснювати регулярні внутрішні перевезення (крім чартерних рейсів, які були її основним бізнесом). У червні 2005 року була проанонсована як один з чотирьох партнерів альянсу SkyTeam, які повинні були вступити до 2006 року. Однак, вступ було відкладено на 1 вересня 2007 року.

## Пункти призначення

Країни, куди виконуються регулярні рейси Air Europa
Іспанія
Пункти призначення

До регулярних пунктами призначення «Air Europa» відносяться міста: Аліканте, Афіни, Бадахос, Барселона, Більбао, Буенос-Айрес, Валенсія, Венеція, Віго, Гавана, Гран-Канарія,Гранада, Дакар, Канкун, Каракас, Катовиці, Лансароте, Мадрид, Малага, Марракеш, Менорка, Мілан, Париж, Прага, Пунта-Кана, Пуерто-Плата, Рим, Сальвадор, Санто-Домінго, Сантьяго-де-Компостела, Сарагоса, Севілья, Тель-Авів, Тенерифе, Івіса, Фуертевентура.
Також авіакомпанія виконує рейси далекого прямування з Мадрида в країни Північної і Південної Америки і Вест-Індії.

### Код-шерінгові угоди
В основному код-шерінгові угоди Air Europa має з такими авіакомпаніями
- Aeroflot
- Aerolíneas Argentinas
- Aeroméxico
- Air France
- Air Serbia
- Alitalia
- Avianca Brasil
- Binter Canarias
- China Airlines
- China Eastern Airlines
- Czech Airlines
- Delta Air Lines
- Ethiopian Airlines
- Etihad Airways
- Garuda Indonesia
- KLM
- Korean Air
- Middle East Airlines
- Saudia
- TAME
- TAROM
- Turkish Airlines
- Vietnam Airlines
- Xiamen Airlines

## Флот

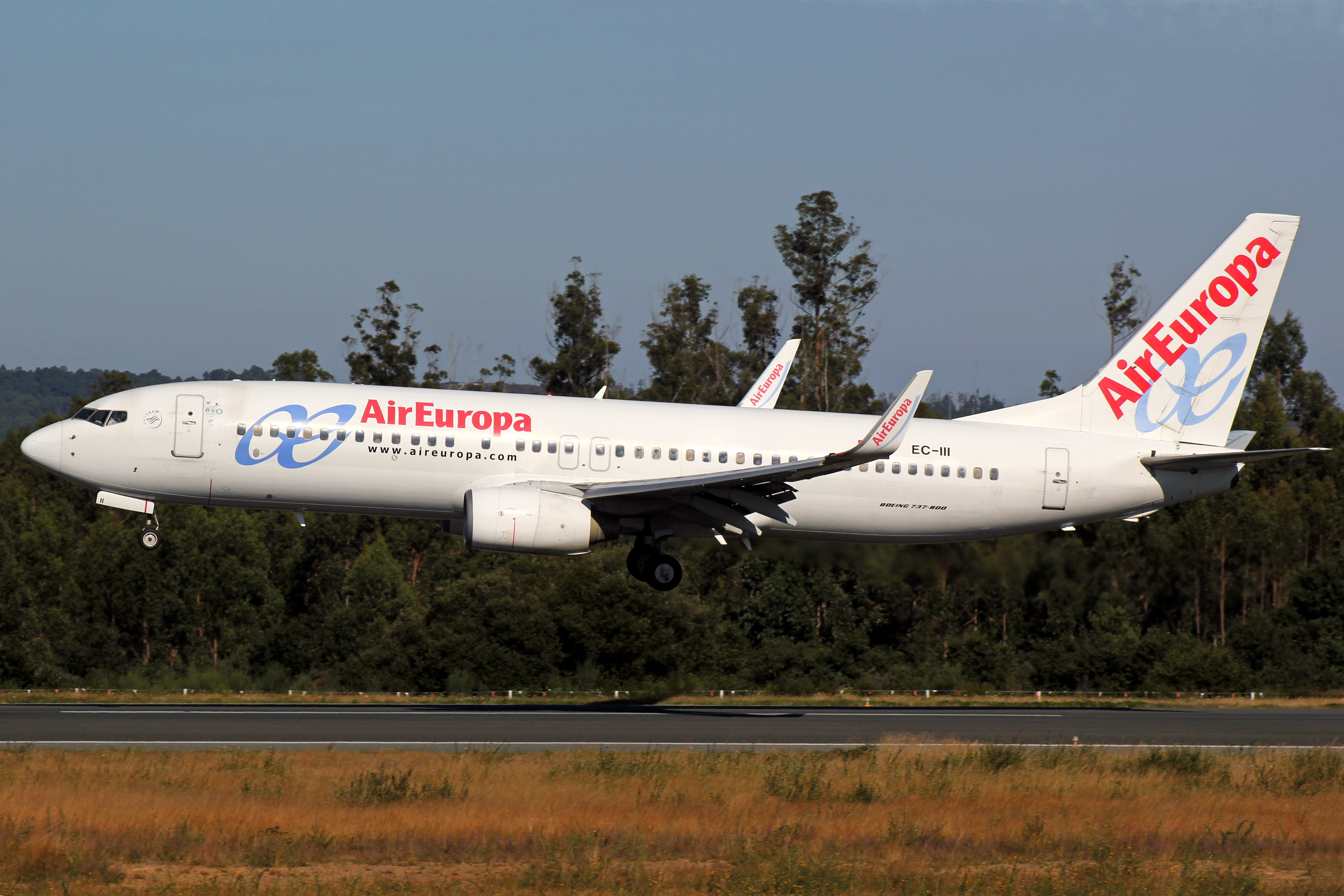
Boeing 737-800 Air Europa заходить на посадку

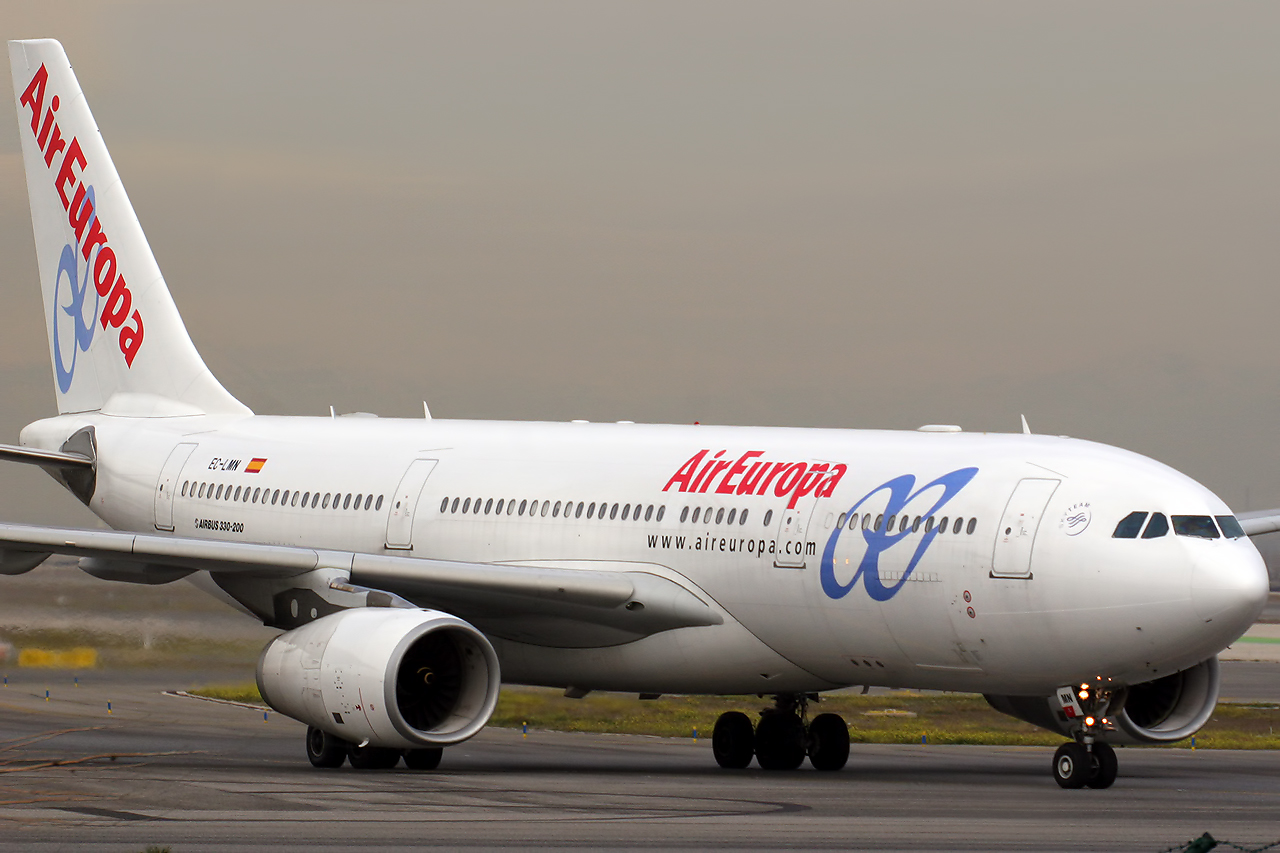
Airbus A330-200 Air Europa а аеропорту Мадрид-Барахас

Флот Air Europa на травень 2018:
| Тип              | В дії | Замовлено | Пасажирів | Пасажирів | Пасажирів | Примітки                                                        |
| Тип              | В дії | Замовлено | C         | Y         | Total     | Примітки                                                        |
| ---------------- | ----- | --------- | --------- | --------- | --------- | --------------------------------------------------------------- |
| Airbus A330-200  | 10    | —         | 24        | 275       | 299       | Два борта у лівреї SkyTeam livery Мають замінити на Boeing 787s |
| Airbus A330-300  | 2     | —         | 34        | 265       | 299       | Мають замінити на Boeing 787s                                   |
| Airbus A330-300  | 2     | —         | –         | 388       | 388       | Мають замінити на Boeing 787s                                   |
| ATR 72-200       | 2     | —         | –         | 68        | 68        |                                                                 |
| ATR 72-500       | 2     | —         | –         | 68        | 68        |                                                                 |
| Boeing 737-800   | 19    | 1         | 12        | 168       | 180       | Один борт у лівреї SkyTeam                                      |
| Boeing 737 MAX 8 | —     | 22        | TBA       | TBA       | TBA       | Поставки заплановані на 2020 Заміна старіших 737-800.           |
| Boeing 787-8     | 8     | —         | 22        | 274       | 296       | Заміна серії A330                                               |
| Boeing 787-9     | 2     | 16        | 30        | 303       | 333       | Заміна серії A330 Поставки заплановані на 2018 — 2022           |
| Загалом          | 45    | 39        |           |           |           |                                                                 |